# Clueless (film)
Cet article concerne le film d'Amy Heckerling. Pour l'adaptation en série télévisée, voir Clueless (série télévisée).
Pour plus de détails, voir Fiche technique et Distribution.
Clueless, ou Les Collégiennes de Beverly Hills au Québec, est une comédie américaine réalisée par Amy Heckerling et sortie au cinéma en 1995 aux États-Unis et en 1996 en France.
Librement inspiré du roman Emma de Jane Austen, le film suit Cher Horowitz (Alicia Silverstone), une adolescente populaire mais superficielle, vivant dans un manoir à Beverly Hills avec son père. Quand son demi-frère, Josh (Paul Rudd), se moque de sa superficialité et de son manque de but dans la vie, elle décide alors de commencer à faire de bonnes actions qui changeront la vie des gens, notamment en aidant son entourage dans leurs vie sentimentale.
Réalisant un bon score au box-office américain et accueilli chaleureusement par la critique, il devient un film culte et est considéré comme l'une des meilleures comédies pour adolescents jamais réalisée par de nombreux professionnels.
À la suite de son succès, il a donné naissance à plusieurs adaptations dont une série télévisée puis une comédie musicale dont une première version s'est jouée en Off-Broadway en 2018, suivi par une seconde version lancée en 2024 au Royaume Uni.

## Synopsis
Cheryl « Cher » Horowitz vit dans un manoir à Beverly Hills avec son père, Mel, un avocat qui gagne cinq cents dollars de l'heure ; sa mère est décédée d'un accident de liposuccion quand Cher n'était encore qu'un bébé. Cher est belle, populaire et riche. Elle va au lycée de Bronson Alcott avec sa meilleure amie, Dionne Davenport, elle aussi belle et riche. Dionne est en couple avec Murray, un autre étudiant populaire, relation futile selon Cher.
Josh, l'ex-demi-frère de Cher, lui rend visite pendant les vacances de l'université. Josh et Cher se jettent continuellement de petites piques gentiment. Elle se moque de son idéalisme, tandis que lui se moque de son caractère égoïste et superficiel et dit que la seule direction qu'elle prend dans sa vie est celle du centre commercial. Cher joue les entremetteuses avec deux de ses professeurs qui lui mettent des mauvaises notes, M. Hall et Mme Geist. Elle facilite la relation entre les deux professeurs afin qu'ils se détendent et qu'elle puisse négocier une meilleure note sur son bulletin. Mais lorsqu'elle voit leur joie, elle réalise qu'elle apprécie former des couples. Elle décide alors de faire le bien en prenant sous son aile une nouvelle élève peu populaire, Tai Fraiser. Cher et Dionne font un relooking à Tai, ce qui lui donne un sens du style et de la confiance en elle. Cher essaie également d'éteindre la flamme qui naît entre Tai et Travis Birkenstock, un amateur de skateboard, et de la mener vers Elton, un élève populaire et riche.
Elton rejette Tai et essaie de séduire Cher, en vain. Christian, un nouvel élève très beau devient le potentiel petit ami de rêve de Cher, mais Murray explique à Cher et Dionne que Christian est homosexuel. Malgré son échec, Cher reste en bons termes avec Christian, principalement grâce à son admiration pour ses goûts en art et en mode. Les choses tournent toutefois mal quand la nouvelle popularité de Tai entache sa relation avec Cher. La frustration de cette dernière augmente lorsqu'elle rate son permis et qu'elle est incapable de changer le résultat. Elle rentre chez elle, brisée, et Tai lui confesse son attirance pour Josh. Tai veut l'aide de Cher pour séduire Josh. Cher dit à Tai qu'elle n'est pas assez bien pour Josh et elles se disputent, rixe qui se termine lorsque Tai traite Cher de « pucelle qui ne sait pas conduire ». Se sentant totalement désemparée, Cher revoit ses priorités et ses échecs à répétition pour mieux comprendre et apprécier les gens.
Après une réflexion sur pourquoi l'intérêt de Tai pour Josh la dérange tant, Cher réalise qu'elle aime Josh. Elle commence à faire des efforts, maladroits mais sincères, pour vivre une meilleure vie, notamment en rejoignant un club de sauvetage des catastrophes naturelles de son lycée. Cher et Josh finissent par s'avouer leurs sentiments et s'embrassent. M. Hall et Mme Geist finissent par se marier ; l'amitié de Cher avec Tai et Dionne est solidifiée ; Tai et Travis sortent ensemble. Cher attrape le bouquet de Mme Geist, et Josh gagne ainsi un pari de deux cents dollars.

## Fiche technique
Sauf indication contraire, les informations mentionnées dans cette section peuvent être confirmées par la base de données cinématographiques IMDb,  présente dans la section « Liens externes ».
- Titre original et français : Clueless
- Titre québécois : Les Collégiennes de Beverly Hills
- Réalisation : Amy Heckerling
- Scénario : Amy Heckerling
- Musique : David Kitay
- Direction artistique : William Hiney
- Décors : Amy Wells
- Costumes : Mona May
- Photographie : Bill Pope
- Montage : Debra Chiate
- Production : Scott Rudin et Robert Lawrence
- Sociétés de production : Robert Lawrence Productions, Scott Rudin Productions et Paramount Pictures
- Société de distribution : Paramount Pictures
- Budget : 12 millions de dollars
- Pays d'origine :  États-Unis
- Langues originales : anglais
- Format : couleur - 1.85 : 1 - son Dolby Digital
- Genre : comédie
- Durée : 97 minutes
- Dates de sortie :
  - États-Unis / Canada : 19 juillet 1995
  - France : 10 avril 1996

## Distribution
- Alicia Silverstone (VF : Anneliese Fromont) : Cheryl « Cher » Horowitz
- Stacey Dash (VF : Annie Milon) : Dionne « Dee » Davenport
- Brittany Murphy (VF : Virginie Méry) : Tai Frasier
- Paul Rudd (VF : Guillaume Orsat) : Josh Lucas
- Dan Hedaya (VF : Jean Lescot) : Melvin « Mel » Horowitz
- Elisa Donovan (VF : Marjorie Frantz) : Amber Mariens
- Justin Walker (en) (VF : Alexandre Gillet) : Christian Stovitz
- Donald Faison (VF : Fabrice Josso) : Murray Duvall
- Jeremy Sisto : Elton Tiscia
- Breckin Meyer (VF : Emmanuel Karsen) : Travis Birkenstock
- Wallace Shawn : M. Wendell Hall
- Twink Caplan (VF : Frédérique Cantrel) : Mme Toby Geist
- Julie Brown : coach Millie Stoeger
- Nicole Bilderback (en) : Summer
- Sean Holland (de) : un ami de Murray
- Herb Hall : le principal

- Version française
  - Studio de doublage : Alter Ego
  - Direction artistique : Isabelle Brannens
  - Adaptation : Anne-Marie Thuot & Marianne Savoye

 Source et légende : version française (VF) sur RS Doublage et le carton de doublage en fin de film.

## Production

### Genèse et développement
Pour l'écriture du scénario, Amy Heckerling s'inspire librement du roman Emma de Jane Austen. Désirant que l'histoire se déroule dans le Beverly Hills moderne, elle décide de passer du temps avec des vrais étudiants pour mieux comprendre le comportement et le langage des adolescents des années 1990.
La fameuse réplique « as if! » prononcée dans le film par Cher Horowitz, a d'ailleurs été prononcée par l'un des étudiants qu'elle suivait.
Au tout début du projet, Amy Heckerling avait écrit le scénario dans le but d'en faire une série télévisée. Le projet avait attiré l'attention de la 20th Century Fox Television mais cette dernière abandonne l'idée, de peur qu'une série avec beaucoup de personnages féminins n'intéresse pas le public.

### Attribution des rôles

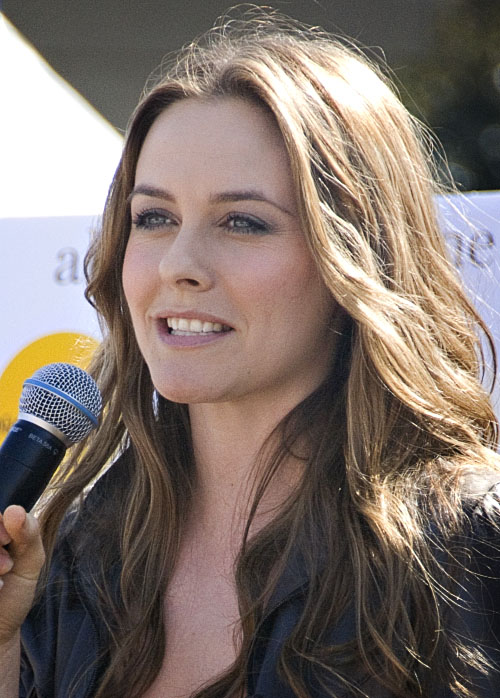
Alicia Silverstone, interprète de Cher Horowitz.

Le rôle de Cher fut d'abord proposé à Sarah Michelle Gellar mais l'actrice était prise par le tournage de la série La Force du destin. L'actrice Reese Witherspoon fut ensuite envisagé.
Le directeur de casting du film présenta oralement Alicia Silverstone à Amy Heckerling en lui parlant de sa performance dans le film The Crush, ce qui fit que l'actrice ne retînt pas son attention. Quand elle présenta ses inspirations pour le personnage, la réalisatrice avoua être fascinée par la jeune fille blonde du clip de Cryin' d'Aerosmith, qui était justement Alicia Silverstone, lui permettant d'obtenir le rôle. L'actrice lui évoquait un « quelque chose de Marilyn Monroe ».
Avant d'obtenir le rôle de Josh, Paul Rudd avait auditionné pour le rôle de Christian, étant intrigué par la présence d'un personnage gay à cette époque. Il proposa ensuite d'auditionner pour Murray avant de réaliser que le personnage devait être afro-américain.
Beaucoup d'acteurs peu connus à l'époque avait auditionnés pour le film, dont Jeremy Renner pour les rôles de Josh et Christian, Terrence Howard pour celui de Murray, Lauryn Hill pour Dionne, Owen Wilson pour Travis, Leah Remini pour Tai et Zooey Deschanel pour les rôles de Cher et Amber.
L'actrice Amber Benson, qui avait jouée avec Alicia Silverstone dans The Crush, a également auditionnée pour le film, sans succès. Néanmoins, elle est choisie en 2017 pour devenir l'une des scénaristes d'un comic book adapté du film.

### Tournage
Le tournage du film s'est déroulé entre le 21 novembre 1994 et le 31 décembre 1994. Il a duré 40 jours.
Les scènes du film se déroulant dans le lycée, à l'exception des salles de classes et de la cafétéria extérieure, ont été tournées dans le vrai lycée de Beverly Hills. Herb Hall, le professeur d'arts dramatiques du lycée joue dans le film, où il apparait en tant que principal de l'école.
D'autres scènes ont été tournées à l'université Occidental College de Los Angeles. Le centre commercial du film est le Westfield Fashion Square de Sherman Oaks, un quartier de Los Angeles.

### Musique
Liste des titres
1. Kids in America - The Muffs
2. Shake Some Action - Cracker
3. The Ghost in You - Counting Crows
4. Here (Squirmel Mix) - Luscious Jackson
5. All the Young Dudes - World Party
6. Fake Plastic Trees (acoustic version) - Radiohead
7. Change - The Lightning Seeds
8. Need You Around - Smoking Popes
9. Mullet Head - Beastie Boys
10. Where'd You Go? - The Mighty Mighty Bosstones
11. Rollin' with My Homies - Coolio
12. Alright - Supergrass
13. My Forgotten Favorite - Velocity Girl
14. Supermodel - Jill Sobule

## Accueil

### Critiques
Le film reçoit généralement des critiques positives. Sur le site agrégateur de critiques Rotten Tomatoes, il obtient un score de 81 % de critiques positives, avec une note moyenne de 6,9/10 sur la base de 48 critiques positives et 11 négatives. Il obtient le statut « Frais », le certificat de qualité du site.
Le consensus critique établi par le site résume que le film est une revisite drôle et intelligente d'Emma qui offre une satire douce et fun des films pour adolescents.
Sur CinemaScore, le film obtient la note « B+ » sur une échelle allant d'« A+ » à « F ». Sur Metacritic, il obtient un score de 68/100 sur la base de 18 critiques.

### Box-office
| Pays ou région        | Box-office      | Date d'arrêt du box-office | Nombre de semaines |
| --------------------- | --------------- | -------------------------- | ------------------ |
| France                | 108 494 entrées | -                          | -                  |
| États-Unis Canada     | 56 631 572 $    | 16 février 1996            | 34                 |
| Total hors États-Unis | 31 000 000 $    | -                          | -                  |
| Total mondial         | 87 631 572 $    | -                          | -                  |

## Postérité

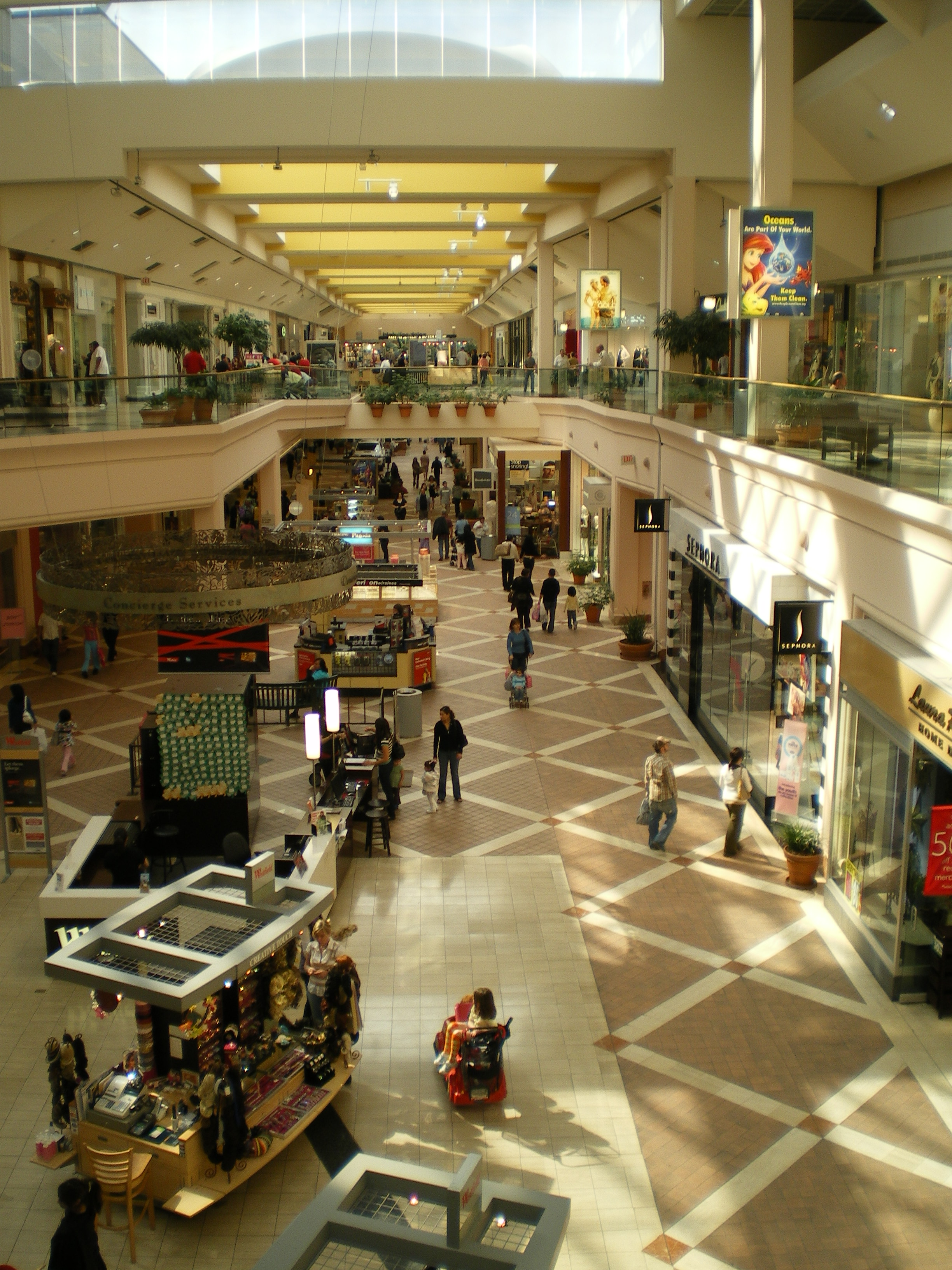
Le centre commercial Westfield Fashion Square de Sherman Oaks, où certaines scènes ont été tournées.

En 2008, le film est quarante-deuxième dans la liste des « Nouveaux classiques » du magazine Entertainment Weekly. Il est également dix-neuvième dans sa liste des meilleures comédies des 25 dernières années. Il a également été reconnu par l'American Film Institute dans son classement des 100 meilleurs films humoristiques du cinéma américain et la réplique « as if! » dans celui des 100 meilleures répliques. En 2015, il est septième de la liste des meilleurs films au lycée de tous les temps de Entertainment Weekly.
Il apparait régulièrement dans les recommandations de films « à voir », notamment dans le recueil 1001 films à voir avant de mourir de Steven Schneider.
Le film est également devenu célèbre pour les répliques et le vocabulaires des personnages. Cher, par exemple, utilise des références très modernes mais également historiques avec un langage familier notamment quand elle compare Tai aux « nanas de Botticelli ». La caractérisation des personnages via leurs façon de s'exprimer est ce qui revient souvent quand la presse parle du film.
Clueless a été l'inspiration principale du clip de Fancy de la rappeuse australienne Iggy Azalea avec la chanteuse britannique Charli XCX. Le clip comporte plusieurs décors et costumes inspirés du film. Il reproduit également plusieurs scènes célèbres du film. Il a également été tournée au lycée de Beverly Hills, comme le film. Dans le clip, Iggy Azalea reprend le personnage de Cher.
En 2015, pour célébrer le vingtième anniversaire du film, la journaliste spécialisée dans la culture populaire, Jen Chaney, publie As If!: The Oral History of Clueless contenant des interviews exclusifs d'Amy Heckerling, Alicia Silverstone et d'autres membres de l'équipe du film.
Dans l'épisode du 14 juin 2018 de l'émission américaine Lip Sync Battle, Alicia Silverstone se remet dans la peau de Cher pour chanter en playback sur Fancy de Iggy Azalea. Pour l'occasion, elle retrouve la fameuse tenue jaune qu'elle porte au début du film et que Iggy Azalea reprend également dans son clip.

## Distinctions
Sauf indication contraire, les informations mentionnées dans cette section peuvent être confirmées par la base de données cinématographiques IMDb,  présente dans la section « Liens externes ».

### Récompenses
- National Board of Review Awards 1995 : Révélation pour Alicia Silverstone
- American Comedy Awards 1996 : Meilleure actrice au cinéma pour Alicia Silverstone
- Blockbuster Entertainment Awards 1996 : Meilleure nouvelle actrice pour Alicia Silverstone
- MTV Movie Awards 1996 : Meilleure actrice pour Alicia Silverstone
- National Society of Film Critics Awards 1996 : Meilleur scénario

### Nominations
- New York Film Critics Circle Awards 1995 : Meilleur scénario
- Awards Circuit Community Awards 1995 : Meilleure actrice dans un second rôle pour Brittany Murphy
- Chicago Film Critics Association Awards 1996 : Nouvel espoir féminin pour Alicia Silverstone
- Kids' Choice Awards 1996 : Meilleure actrice au cinéma pour Alicia Silverstone
- MTV Movie Awards 1996 :
  - Meilleur film
  - Meilleure performance comique pour Alicia Silverstone
- Writers Guild of America Awards 1996 : Meilleur scénario rédigé pour le cinéma
- Young Artist Awards 1996 :
  - Meilleur film de comédie ou musical
  - Meilleure jeune actrice au cinéma pour Alicia Silverstone
  - Meilleure jeune actrice dans un second rôle au cinéma pour Stacey Dash et Brittany Murphy

## Adaptations

### Série télévisée
Une série télévisée adaptée du film a été diffusée entre 1996 et 1997 sur le réseau ABC puis entre 1997 et 1999 sur le réseau UPN.
Plusieurs acteurs reprennent leurs rôles du film dans la série, dont Stacey Dash, Elisa Donovan, Donald Faison, Wallace Shawn, Twink Caplan et Julie Brown.
D'autres rôles ont été interprétés par de nouveaux acteurs, notamment ceux que jouaient Alicia Silverstone, Brittany Murphy et Paul Rudd, leurs carrières ayant pris de l'importance. Néanmoins, Brittany Murphy, Paul Rudd et Breckin Meyer font chacun une apparition en tant qu'invités spéciaux dans des rôles différents.

### Série littéraire
Entre 1995 et 1999, l'éditeur américain Simon Spotlight Entertainment publie une série littéraire adaptée du film à destination de lecteurs adolescents. Les ouvrages étaient généralement écrit par H. B. Gilmour ou Randi Reisfeld. La série est composée de 21 volumes. Néanmoins, seuls les premiers romans s'inspirent du film, les autres étant adaptés de la série télévisée.

### Comic book
Le 29 août 2017, l'éditeur Boom! Studios publie un comic book se déroulant après les événements du film. Intitulé Clueless: Senior Year, il est écrit par Amber Benson, qui avait auditionnée pour le film à l'époque, avec Sarah Kuhn et illustré par Siobhan Keenan.
L'histoire prend place durant l'année de terminale de Cher, Dionne et leurs amis. Ils commencent alors à se poser les fameuses questions : où doivent-ils aller et que doivent-ils faire après le lycée.
Un deuxième volume, intitulé Clueless: One Last Summer, écrit par la même équipe et se déroulant durant les vacances d'été avant la rentrée à l'université des personnages, a été publié en novembre 2018.

### Jeux vidéo
En 2008, un jeu vidéo adapté du film est sorti en téléchargement sur PC, ne rencontrant pas un grand succès.
En 2017, l'application pour smartphone Episode, qui propose aux joueurs plusieurs histoires interactives, a publié une histoire se déroulant dans l'univers du film et incluant les personnages de ce dernier, à la suite d'un accord avec Paramount Pictures.
Intitulé Clueless: School's Out, le jeu se déroule l'été après le film et met le joueurs dans la peau de la nouvelle demi-sœur de Cher qui arrive en ville pour un stage avec une célèbre styliste.

### Comédie musicale
En novembre 2018, une adaptation en comédie musicale du film est lancée au Pershing Square Signature Center, un théâtre en Off-Broadway à New York où elle s'est jouée jusqu'au mois de janvier 2019.
Intitulé Clueless: The Musical, le spectacle était réalisé par Kristin Hangg avec un livret écrit par Amy Heckerling, la réalisatrice du film, et des chorégraphies de Kelly Devine. Le rôle de Cher était interprété par l'actrice et chanteuse Dove Cameron, qui signait son premier rôle dans une production Off-Broadway mais également sa première production en tant que membre d'une distribution originale. Le spectacle était une comédie musicale juke-box. Il ne contenait pas de chanson originale, mais utilisait des chansons existantes de plusieurs artistes. Les chansons utilisées étaient toutes des hits des années 1990, l'époque où se déroule le film. Néanmoins, à la suite de la réception mitigée du spectacle, ce dernier n'est pas transféré à Broadway.
En février 2024, une nouvelle version du spectacle est testée au Churchill Theatre à Bromley au Royaume Uni. Toujours écrite par Heckerling, cette nouvelle version remplace les chansons populaires des années 1990 par de nouvelles chansons originales composées spécialement pour le spectacle par KT Tunstall et Glenn Slater. Cette version rencontre un meilleur accueil et devient la version officielle du spectacle. Elle est lancée à West End en 2025.